# Jean-François Le Déist de Botidoux
Jean-François Le Déist de Botidoux, seigneur de Quénécunan, né le 31 août 1762 au château de Beauregard en Saint-Hervé et mort le 19 novembre 1823 à Saint-Brieuc, est un littérateur et homme politique français. 

## Biographie
Jean-François Le Déist de Botidoux est le fils de Guillaume Le Déist, sieur du Botidoux et de La Vieuville, seigneur de Quénécunan, secrétaire du roi, contrôleur de la chancellerie près du Parlement de Bretagne, et de Suzanne Martin, dame de La Vieuville
Négociant à Uzel, il s'occupe de travaux littéraires.
La sénéchaussée de Ploermel le choisit en 1789 pour son représentant aux états généraux, où il s’opposa constamment aux mesures financières proposées contre Necker, et combattit le projet de loi ordonnant la rentrée en France des émigrés et la prestation du serment exigé. Nommé capitaine au 34e régiment d’infanterie de l’année de La Fayette, il fut, à la suite de démêlés avec les officiers partisans du général, contraint de donner sa démission ; mais, après le 10 août, il vint exposer ses plaintes à la barre de l’Assemblée, qui non-seulement le réintégra dans son grade, mais encore le nomma commissaire aux revues, puis commissaire ordonnateur de l’armée des Alpes. 
Compromis à la chute des girondins, Ledeist perdit sa place et se cacha aux environs de Caen et d’Évreux. Il se jeta alors dans le parti royaliste, et organisa la résistance dans le Morbihan ; Puisaye l’avait, d’ailleurs, reconnu comme secrétaire du comité insurrectionnel général. Après la défaite du parti vendéen, Ledeist fit sa soumission et resta complètement étranger aux affaires politiques, jusqu’au retour de Louis XVIII, qui le nomma messager à la Chambre des pairs.

## Œuvres
Il a laissé une traduction en vers des Satires d’Horace (Paris, 1804) ; une traduction des Commentaires de César (Paris, 1809, 5 vol.) ; une traduction des Lettres de Cicéron à son frère Quintus (Paris, 1813, in- 12) ; Esquisse de la carrière militaire de Kellermann (Paris, 1817, in-8°) ; Des Celtes antérieurement aux temps historiques (Paris, 1818, in-8°).

## Source
« Jean-François Le Déist de Botidoux », dans Pierre Larousse, Grand dictionnaire universel du XIXe siècle, Paris, Administration du grand dictionnaire universel, 15 vol., 1863-1890 [détail des éditions].